# Kamil Wojtkowski
Kamil Wojtkowski (ur. 26 lutego 1998 w Sokołowie Podlaskim) – polski piłkarz, występujący na pozycji pomocnika.

## Kariera piłkarska
Jest wychowankiem OSiR Sokołów Podlaski i Legii Warszawa. Przed ukończeniem 16. roku życia przebywał na testach w londyńskim Fulham F.C. Transfer nie doszedł ostatecznie do skutku z powodu zbyt młodego wieku piłkarza. 1 stycznia 2014 został zawodnikiem rezerw Pogoni Szczecin. 15 sierpnia tego samego roku dołączył do pierwszego zespołu tego klubu. W Ekstraklasie zadebiutował 18 października 2014 w przegranym 0:5 meczu przeciwko Jagiellonii Białystok. Na boisko wszedł w 58. minucie, zmieniając Ricardo Nunesa. Debiutując w wieku 16 lat i 234 dni, został najmłodszym debiutantem w historii Pogoni w Ekstraklasie. 1 lipca 2015 odszedł do niemieckiego RB Leipzig. Grał dla niego głównie w drużynie do lat 19. W jej barwach we wszystkich rozgrywkach zagrał w 42 meczach i zdobył 10 bramek. 23 marca 2017 złamał nogę, przez co był wyłączony z gry na około trzy miesiące. 3 lipca 2017 został na zasadzie wolnego transferu piłkarzem Wisły Kraków, podpisując z nią trzyletni kontrakt. Przed przerwą zimową wystąpił w szesnastu meczach ligowych i dwóch w Pucharze Polski. 27 listopada strzelił swoją pierwszą bramkę w barwach Wisły w meczu z Niecieczą.
3 listopada 2020 został piłkarzem Jagiellonii Białystok, podpisał z nią dwuletni kontrakt. Później występował w greckim Wolos NPS i cypryjskim Ethnikosie Achna. 12 października 2022 związał się dwuletnią umową z opcją przedłużenia z Motorem Lublin. Po dwóch kolejnych awansach z Motorem, po wygaśnięciu kontraktu w czerwcu 2024 roku, klub nie przedłużył z nim umowy.
9 lipca 2024 roku dołączył do beniaminka I ligi Stali Stalowa Wola.

## Kłopoty z prawem
21 marca 2021 roku Wojtkowski podczas ucieczki przed policją spowodował stłuczkę, po czym porzucił auto i uciekł z miejsca zdarzenia. 22 marca samodzielnie zgłosił się na komisariat, gdzie usłyszał zarzut niezatrzymania się do policyjnej kontroli, za co grozi kara od 3 miesięcy do 5 lat pozbawienia wolności. 23 marca umowa Jagiellonii Białystok z 23-letnim pomocnikiem została rozwiązana z uwagi na wydarzenia z udziałem zawodnika, do których doszło dwa dni wcześniej.